# Liste des députés indépendants à l'Assemblée nationale du Québec
Pour les articles homonymes, voir Indépendant.
Un député indépendant au Québec est un député soit qui a été élu lors d'une élection sans être associé à un parti politique, soit qui ne fait pas partie d'aucun groupe parlementaire à l'Assemblée nationale. Dans le deuxième cas, il peut s'agir d'un député qui ne fait partie d'aucun parti politique ou dont le parti ne dispose pas d'assez de députés pour former un caucus reconnu.

## Contexte

### Lors d'une élection
Un député peut être élu en tant qu'indépendant lors de toute élection générale ou partielle. À la différence d'un candidat soutenu par un parti autorisé, un candidat indépendant doit recevoir une autorisation du directeur général des élections afin de recueillir des dons ou contracter des emprunts pour sa campagne,. Cette autorisation peut être demandée trois ans après la dernière élection générale pour l'élection générale suivante ou, en vue d'une élection partielle, dès qu'un député démissionne,. Un candidat indépendant est autorisé à effectuer des dépenses électorales par le biais de son représentant autorisé dès que sa candidature est autorisée et jusqu'au 31 décembre de l'année en cours. S'il est élu toutefois, son autorisation est prolongée tout au long de son mandat de député. Tout comme les candidats des partis politiques, les candidats indépendants ont droit à un remboursement de 50 % de leurs dépenses électorales s'ils sont élus ou s'ils obtiennent au moins 15 % des voix lors de l'élection.
Les derniers candidats indépendants à avoir été élus lors d'une élection générale sont Frank Hanley dans Montréal—Sainte-Anne et Arthur-Ewen Séguin dans Robert-Baldwin lors de l'élection de 1966.

### À l'Assemblée nationale
Au sein de l'Assemblée nationale, sont considérés comme indépendants tous les députés qui ne font partie d'aucun groupe parlementaire. Seuls les partis politiques ayant au moins 12 députés à l'Assemblée nationale ou ayant obtenu 20 % des voix lors de la dernière élection générale peuvent former un groupe parlementaire. Ainsi, un député membre d'un parti politique peut être qualifié d'indépendant dès lors que son parti dispose de moins de 12 députés ou a obtenu moins de 20 % des voix. Toutefois, de façon générale, on continue à associer ces députés à leur parti politique, mais ils ne bénéficient pas des privilèges associés au statut de groupe parlementaire.
Le terme « indépendant » est réservé et aucun parti politique ne peut l'utiliser dans son nom.

## Liste

### 43elégislature
| Député                           | Circonscription      | Parti politique | Remarques                             |
| -------------------------------- | -------------------- | --------------- | ------------------------------------- |
| Marie-Claude Nichols (2022-2025) | Vaudreuil            | Indépendant     | Expulsée du Parti libéral             |
| Frédéric Beauchemin (2023-2023)  | Marguerite-Bourgeoys | Indépendant     | Expulsé et réintégré au Parti libéral |
| Eric Lefebvre (2024-2025)        | Arthabaska           | Indépendant     | Quitte la Coalition avenir Québec     |
| Youri Chassin (2024-)            | Saint-Jérôme         | Indépendant     | Quitte la Coalition avenir Québec     |

### 42elégislature
| Député                         | Circonscription | Parti politique | Remarques                                         |
| ------------------------------ | --------------- | --------------- | ------------------------------------------------- |
| Guy Ouellette (2018-2022)      | Chomedey        | Indépendant     | Expulsé du Parti libéral                          |
| Catherine Fournier (2019-2021) | Marie-Victorin  | Indépendante    | Quitte le Parti québécois                         |
| Harold LeBel (2020-2022)       | Rimouski        | Indépendant     | Expulsé du Parti québécois                        |
| Louis-Charles Thouin (2021)    | Rousseau        | Indépendant     | Expulsé et réintégré à la Coalition avenir Québec |
| Sylvain Roy (2021-2022)        | Bonaventure     | Indépendant     | Quitte le Parti québécois                         |

### 41elégislature
| Député                        | Circonscription            | Parti politique | Parti politique  | Remarques                               |
| ----------------------------- | -------------------------- | --------------- | ---------------- | --------------------------------------- |
| Françoise David               | Gouin                      |                 | Québec solidaire | Groupe parlementaire non reconnu        |
| Manon Massé                   | Sainte-Marie–Saint-Jacques |                 | Québec solidaire | Groupe parlementaire non reconnu        |
| Amir Khadir                   | Mercier                    |                 | Québec solidaire | Groupe parlementaire non reconnu        |
| Gerry Sklavounos (2016-2018)  | Laurier-Dorion             |                 | Indépendant      | Expulsé du Parti libéral                |
| Sylvie Roy (2015-2016)        | Arthabaska                 |                 | Indépendante     | Démission de la Coalition avenir Québec |
| Claude Surprenant (2017-2018) | Groulx                     |                 | Indépendant      | Expulsé de la Coalition avenir Québec   |
| Pierre Paradis (2017-2018)    | Brome-Missisquoi           |                 | Indépendant      | Expulsé du Parti libéral                |
| Martine Ouellet (2017-2018)   | Vachon                     |                 | Indépendante     | Démission du Parti québécois            |

### 40elégislature
| Député             | Circonscription | Parti politique | Parti politique  | Remarques                             |
| ------------------ | --------------- | --------------- | ---------------- | ------------------------------------- |
| Françoise David    | Gouin           |                 | Québec solidaire | Groupe parlementaire non reconnu      |
| Fatima Houda-Pepin | La Pinière      |                 | Indépendante     | Expulsée du Parti libéral             |
| Amir Khadir        | Mercier         |                 | Québec solidaire | Groupe parlementaire non reconnu      |
| Daniel Ratthé      | Blainville      |                 | Indépendant      | Expulsé de la Coalition avenir Québec |

### 39elégislature
| Député       | Circonscription | Parti politique | Parti politique | Remarques                |
| ------------ | --------------- | --------------- | --------------- | ------------------------ |
| Tony Tomassi | LaFontaine      |                 | Indépendant     | Expulsé du Parti libéral |

### 36elégislature
| Député           | Circonscription | Parti politique | Parti politique | Remarques                  |
| ---------------- | --------------- | --------------- | --------------- | -------------------------- |
| Jean-Claude Gobé | LaFontaine      |                 | Indépendant     | Démission du Parti libéral |

### 35elégislature
| Député                                         | Circonscription | Parti politique | Parti politique | Remarques                              |
| ---------------------------------------------- | --------------- | --------------- | --------------- | -------------------------------------- |
| Monique Simard (12 avril au 25 septembre 1996) | La Prairie      |                 | Indépendante    | Démission et retour au Parti québécois |

### 31elégislature
| Député                            | Circonscription | Parti politique | Parti politique | Remarques                              |
| --------------------------------- | --------------- | --------------- | --------------- | -------------------------------------- |
| Rodrigue Tremblay (1979-1981)     | Gouin           |                 | Indépendant     | Démission du Parti québécois           |
| Jean Alfred (août 1980-mars 1981) | Papineau        |                 | Indépendant     | Démission et retour au Parti québécois |

### 21elégislature
| Député          | Circonscription       | Parti politique | Parti politique | Remarques             |
| --------------- | --------------------- | --------------- | --------------- | --------------------- |
| Camillien Houde | Montréal–Sainte-Marie |                 | Indépendant     | Élu comme indépendant |

## Sources
- Directeur général des élections, Vous voulez vous présenter à une élection ?, DGEQ, s.d., 2 p. (lire en ligne)
- Canada, Québec. « Loi électorale », RLRQ, chap. E-3.3 [lire en ligne (page consultée le 21 novembre 2008)].
- « Règlement de l'Assemblée nationale », sur www.assnat.qc.ca, Assemblée nationale du Québec, 21 avril 2009 (consulté le 6 juin 2011)